# Piedimulera
Piedimulera är en ort och kommun i provinsen Verbano Cusio Ossola i regionen Piemonte i Italien. Kommunen hade 1 521 invånare (2018).